# Jan Gies
Jan Augustus Gies (pronunție în neerlandeză [ˈjɑŋ ˈɣis]; n. 18 august 1905, Amsterdam, Țările de Jos – d. 26 ianuarie 1993, Amsterdam, Țările de Jos) a fost un membru al Rezistenței olandeze care, împreună cu soția sa, Miep, a ajutat la ascunderea Annei Frank și a familiei ei de persecuția nazistă în timpul ocupației Țărilor de Jos. Jan a fost un om foarte bun cu familia Annei așa cum reiese din jurnalul publicat postum.

## Viața
Gies (cunoscut, de asemenea,  sub numele de Henk van Santen în Jurnalul Annei Frank) s-a născut și a crescut în partea sudică a Amsterdamului. Și-a întâlnit viitoarea soție, Miep Gies, în 1933, când el era contabil și ea lucra ca funcționară de birou la o companie locală de produse textile. Ei au plecat apoi pe drumuri separate - Jan la Serviciile Sociale Neerlandeze și Miep la compania Opekta a lui Otto Frank - și s-au întâlnit din nou în 1936. S-au căsătorit în Amsterdam pe 16 iulie 1941, când Miep era amenințată cu deportarea la Viena, după ce a refuzat să se alăture unei grupări naziste de femei. La nunta lor au participat Otto și Anne Frank, Hermann van Pels și soția lui, Auguste van Pels, și colegii lui Miep Victor Kugler, Bep Voskuijl și Johannes Kleiman. Pentru a preveni confiscarea companiei Pectacon de către stat ca „întreprindere evreiască”, Otto Frank i-a cerut lui Jan Gies în decembrie 1940 să reînregistreze compania în registrul comercial sub numele La Synthèse N.V., ca și cum el ar fi cumpărat-o; compania (al cărei nume va fi schimbat la 8 mai 1941 în Gies & Co.) va fi condusă de Victor Kugler.
Pe măsură ce persecuția evreilor din Amsterdam s-a intensificat, el s-a dedicat ajutorării evreilor și altor persoane să scape prin obținerea ilegală de cartele pentru alimente, găsirea de ascunzători și furnizarea de ziare britanice libere de propaganda nazistă. Gies a ajutat la ascunderea familiei Frank în sediul companiei Gies & Co din Prinsengracht 263. El i-a vizitat frecvent în cei doi ani de izolare și, împreună cu soția lui, a petrecut o noapte în anexa secretă pentru a experimenta teroarea trăită de cei ascunși.
În afară de ascunderea membrilor familiilor Frank și van Pels și a lui Fritz Pfeffer în clădirea din Prinsengracht, Miep și Jan au ascuns, de asemenea, un student, care a refuzat să semneze un jurământ nazist. După arestarea și deportarea familiilor ascunse în august 1944, Miep a recuperat jurnalul și alte manuscrise ale Annei Frank din ascunzătoare înainte ca aceasta să fie golită de poliția secretă olandeză. Din cele opt persoane pe care ea și Jan le-au ajutat să se ascundă, Otto Frank a fost singurul supraviețuitor. După ce Otto Frank a revenit la Amsterdam în iunie 1945, a fost găzduit de familia Gies și a rămas cu ei timp de șapte ani înainte de a emigra în Elveția pentru a fi aproape de mama lui.

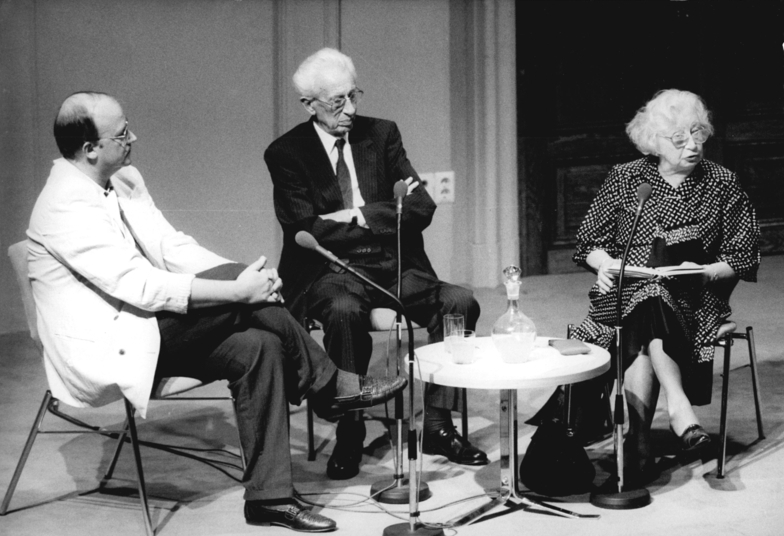
Jan Gies (mijloc), Miep Gies, 1989

După publicarea Jurnalului Annei Frank, sub titlul Het Achterhuis (Casa din spate) în 1947, Jan și Miep au intrat în atenția mass-mediei, în special după ce jurnalul a fost tradus în engleză ca The Diary of a Young Girl și adaptat pentru scenă și ecran. Ei au participat la ceremonii memoriale și au ținut prelegeri despre Anne Frank și despre importanța luptei împotriva fascismului.

## Moartea
În 1993 Jan Gies a murit de diabet în casa lui, la vârsta de 87 de ani. I-a supraviețuit soția lui, Hermine „Miep” Gies, care a murit la vârsta de 100 de ani în 2010 și fiul său, Paul Gies, care s-a născut în 1950, nora Lucie și trei nepoți: Erwin, Jeanine și David.